# Tratado Wyke-Aycinena
El Tratado Wyke-Aycinena fue un tratado celebrado entre el Reino Unido y el gobierno conservador de Rafael Carrera y Turcios de Guatemala para definir los límites del establecimiento de Belice, en el cual Guatemala cedió la parte comprendida del río sibún al río sarstún, a cambio de la construcción de una carretera que comunicara a la Ciudad de Guatemala con la ciudad de Belice. En abril de 1946 el congreso de Guatemala declaró oficialmente la caducidad del tratado por el incumplimiento del Reino Unido, aunque desde 1867 se consideraba caduco.

## Antecedentes
El área de La Baliza, germen de Belice, se encontraba bajo la soberanía española de la capitanía general de Guatemala. Las explotaciones ilegales de los baymen, respaldadas por la Jamaica inglesa, se iniciaron en el siglo xvii. En el siglo xviii Belice se convirtió en el principal punto de contrabando en Centroamérica aunque luego los ingleses reconocieron la soberanía española de la región por medio de los tratados de 1783 y de 1786, a cambio de que se terminaran las hostilidades con España y que los españoles autorizaran a los súbditos de la Corona británica a explotar las maderas preciosas que había en Belice.
Tras la independencia de la región centroamericana de la corona española en 1821, Belice se convirtió en la punta de lanza de la penetración comercial británica en el istmo centroamericano; casas comerciales británicas se establecieron en Belice e iniciaron unas prósperas rutas comerciales con los puertos caribeños de Guatemala, Honduras y Nicaragua.
Los liberales tomaron el poder en Guatemala en 1829 tras vencer y expulsar a los miembros del Clan Aycinena y el clero regular de la Iglesia Católica e iniciaron un reclamo formal pero infructuoso sobre la región beliceña; esto, a pesar de que por otra parte, Francisco Morazán —entonces presidente de la Federación Centroamericana— en lo personal inició tratos comerciales con los ingleses, en especial el comercio de caoba. En Guatemala, el gobernador Mariano Gálvez entregó varias concesiones territoriales a ciudadanos ingleses, entre ellas la mejor hacienda de la Verapaz, Hacienda de San Jerónimo; estos tratos británicos fueron aprovechados por los curas párrocos en Guatemala —ya que el clero secular no había sido expulsado por no tener propiedades ni poder político— para acusar a los liberales de herejía e iniciar una revolución campesina contra los herejes liberales y a favor de la verdadera religión. Cuando llegó Rafael Carrera al poder en 1840 luego del triunfo de la revolución, no solamente no continuó con los reclamos sobre el territorio beliceño, sino que estableció un consulado guatemalteco en la región para velar por los intereses de Guatemala en ese importante punto comercial. El comercio beliceño fue preponderante en la región hasta 1855, en que los colombianos construyeron un ferrocarril transoceánico en Panamá, permitiendo que el comercio fluyera más eficientemente en los puertos del Pacífico guatemalteco; a partir de este momento, Belice empezó a declinar en importancia.
Cuando se inició la Guerra de Castas en Yucatán —alzamiento indígena que dejó miles de colonos europeos asesinados— los representantes beliceños y guatemaltecos se pusieron en alerta; los refugiados yucatecos llegaban huyendo a Guatemala y a Belice e incluso el superintendente de Belice llegó a temer que Carrera -dado su fuerte alianza con los indígenas guatemaltecos- estuviera propiciando las revoluciones indígenas en Centroamérica. En la década de 1850, los ingleses demostraron tener buena voluntad hacia los países centroamericanos: el Imperio británico firmó en 1859 el Tratado de Comayagua con Honduras, por el cual el gobierno inglés entregó las islas de la Bahía y la parte norte de la Costa de los Mosquitos a Honduras. Al año siguiente, en 1860, el imperio británico también firmó el Tratado de Managua con Nicaragua por el cual el gobierno inglés entregaba el resto del protectorado de Mosquitia a Nicaragua. Incluso negociaron con el filibustero estadounidense William Walker en un esfuerzo para evitar que éste invadiera Honduras tras apoderarse de Nicaragua. Y firmaron un tratado sobre la soberanía de Belice con Guatemala —tratado que ha sido reportado desde entonces en Guatemala como el mayor error del gobierno conservador de Rafael Carrera—.
Pedro de Aycinena, como Ministro de Relaciones Exteriores de Guatemala, se había esforzado en mantener relaciones cordiales con la Corona británica. En 1859, la amenaza de William Walker se presentó nuevamente en Centroamérica; a fin de obtener las armas necesarias para enfrentarlo, el régimen de Carrera tuvo que cederle el territorio de Belice al Imperio Británico. El 30 de abril de 1859 se celebró la convención entre los representantes del Reino Unido y Guatemala para definir los límites con Belice, tras la cual se emitió un decreto en el que Guatemala se vio favorecida en el artículo séptimo, que estipula que Inglaterra abriría por su cuenta una vía de comunicación terrestre de la ciudad de Belice hasta la ciudad de Guatemala.

## El tratado
El controversial tratado Wyke-Aycinena de 1859 tenía dos partes:
- Los primeros seis artículos definían claramente la frontera Guatemala-Belice: Guatemala reconocía la soberanía británica sobre el territorio de Belice.[6]
- El séptimo artículo versa sobre la construcción de un camino hacia la Ciudad de Guatemala, el cual sería beneficioso para ambas partes, dado que Belice había perdido su importancia comercial desde la construcción del ferrocarril transístmico en Panamá en 1855 y Guatemala necesitaba una vía de comunicación eficiente hacia la costa atlántica. Sin embargo, el camino nunca se construyó, primero porque los términos del artículo no estaban claros, lo que llevó a disputas entre guatemaltecos e ingleses sobre la ubicación exacta del camino, y luego, tras el derrocamiento de los conservadores en 1871 los liberales utilizaron el argumento de que el camino no estaba construido y dieron el tratado como nulo.[1][7]

Entre los firmantes del tratado, se encontraba el escritor y diplomático guatemalteco José Milla y Vidaurre, quien en ese entonces laboraba junto a Aycinena en el Ministerio de Relaciones Exteriores. El tratado fue ratificado por Carrera el 1.° de mayo de 1859, mientras que el cónsul de Inglaterra en Guatemala, Charles Lennox Wyke, viajó al Reinio Unido para obtener la ratificación real, regresando a Guatemala el 26 de septiembre de 1859. Hubo algunas protestas del cónsul estadounidense en Guatemala, Beverly Clarke, y de algunos diputados, pero el asunto se dio por terminado.
He aquí el texto íntegro del Tratado:
| Convención entre la República de Guatemala y Su Majestad Británica relativa a los límites de Honduras Británico «Por cuanto: no han sido todavía averiguados y señalados los límites entre los territorios de la República de Guatemala y el Establecimiento y posesiones de S.M. en la bahía de Honduras; la República de Guatemala y S.M. la Reina del Reino Unido de la Gran Bretaña e Irlanda, deseando definir los límites referidos, con la mira de desarrollar y perpetuar las relaciones amistosas que felizmente existen entre los dos países, han resuelto celebrar una Convención con aquel objeto, y han nombrado por sus plenipotenciarios, a saber: S.E. el Presidente de la República de Guatemala, al Sr. D. Pedro de Aycinena, consejero de Estado y Ministro de Relaciones Exteriores del Gobierno de la República; y S.M. la Reina del Reino Unido de la Gran Bretaña e Irlanda, al Sr. D. Carlos Lennox Wyke, encargado de negocios de S.M.B. en la República de Guatemala, quienes, habiéndose comunicado sus plenos poderes respectivos y encontrándolos en buena y debida forma, han convenido y concluidos los artículos siguientes: Artículo 1.° Queda convenido entre la República de Guatemala y su Majestad Británica que los límites entre la República y el Establecimiento y posesiones británicas en la bahía de Honduras, como existían antes del 1 de enero de 1850 y en aquel día y han continuado existiendo hasta el presente fueron y son los siguientes: Comenzando en la boca del río Sarstoon en la bahía de Honduras y remontando la madre del río hasta las Raudales de Gracias a Dios; volviendo después a la derecha y continuando por una línea recta tirada desde los Raudales del Río Belice, y desde los Raudales de Garbutt, norte derecho, hasta donde toca con la frontera mexicana. Queda convenido y declarado entre las altas partes contratantes que todo el territorio al norte y este de línea de límites arriba señalados, pertenece a S.M.B.; y que todo el territorio al sur y oeste de la misma pertenece a la República de Guatemala. Artículo 2.° La República de Guatemala y Su Majestad Británica nombrarán, dentro de doce meses después del canje de las ratificaciones de la presente convención, un comisionado por cada parte, con el objeto de señalar y demarcar los límites descritos en el artículo precedente. Dichos comisionados averiguarán la latitud y longitud de los Raudales de Gracias a Dios y de Garbutt, y harán que la línea divisoria entre los Raudales de Garbutt y el territorio mexicano se abra y se demarque donde sea necesario, como una protección contra futuras transgresiones. Artículo 3.° Los comisiones que se mencionan en el artículo precedente se reunirán en el punto o puntos que en lo de adelante se determine, tan pronto como sea posible y conveniente después que hayan sido nombrados respectivamente; y antes de proceder a ningún trabajo, harán y firmarán una declaración solemne de que examinarán y decidirán, según su leal saber y entender, y conforme a la justicia y equidad, sin miedo, favor o afección a su propio país, todas las materias sometidas a su decisión; y tal declaración quedará asentada en el registro de sus operaciones. En seguida los comisionados, antes de proceder a ningún otro trabajo, nombrarán una tercera persona que dedica como árbitro o amigable componedor en cualquier caso o casos en que ellos puedan diferir de opinión. Si no logran ponerse de acuerdo para la elección de dicha tercera persona, nombrará cada uno una persona; y en cualquier caso en que los comisionados puedan diferir de opinión con respecto a la decisión que deben dar, la suerte determinará cuál de las dos personas nombradas será el árbitro o amigable componedor en aquel caso particular. La persona o personas que han de ser así elegidas, antes de proceder a funcionar, harán y suscribirán una declaración solemne, semejante en su forma a la que de haber sido ya hecha y suscrita por los comisionados, cuya declaración será también agregada al registro de operaciones. En caso de muerte, ausencia o incapacidad de alguno de dichos árbitros o amigables componedores; o si se omitieren, declinaren o cesaren de funcionar, se nombrará otra persona de la misma manera para que funcione en su lugar, y hará y suscribirá una declaración igual a la mencionada. La República de Guatemala y Su Majestad Británica se comprometerán a considerar la decisión de los comisionados conjuntamente, o del árbitro y amigable componedor, en su caso, como final y concluyente en las materias que deben someterse respectivamente a su decisión, y a llevar inmediatamente ésta a debido efecto. Artículo 4.° Los comisionados arriba mencionados harán a cada uno de los gobiernos respectivos una declaración o informe común firmado y sellado por ellos, acompañando por un mapa o mapas por cuatriplicado (dos caras para cada gobierno) certificando ellos ser verdaderos mapas de los límites señalados en el presente Tratado, y recorridos y examinados por ellos. Artículo 5.° Los comisionados y el árbitro o amigable componedor llevarán registros exactos y minutas o notas correctas de todas sus operaciones, con las fechas respectivas; y nombrarán y emplearán los agrimensores, amanuense o amanuenses, u otras personas que consideren necesarias para auxiliarlos en el arreglo de los asuntos que puedan tener que entender. Los sueldos de los comisionados serán pagados por sus gobiernos respectivos. Los gastos contingentes de la comisión, incluyendo el sueldo del árbitro o amigable componedor y de los agrimensores y amanuenses, serán costeados por los dos gobiernos por partes iguales. Artículo 6.° Queda convenido, además, que las corrientes de la línea de agua divisoria descrita en el Artículo 1.° de la presente Convención, serán igualmente libres y abiertas a los buques y botes de ambas partes; y que ellas, pertenecerán a aquella parte hacia cuya banda de la corriente estén situadas. Artículo 7.° Con el objeto de llevar a efecto prácticamente las miras manifestadas en el preámbulo de la presente Convención para mejorar y perpetuar las amistosas relaciones que al presente existen felizmente entre las dos Altas Partes contratantes, convienen en poner conjuntamente todo su empeño, tomando medidas adecuadas para establecer la comunicación, más fácil (sea por medio de una carretera, o empleando los ríos o ambas cosas a la vez, según la opinión de los ingenieros que deben examinar el terreno) entre el lugar más conveniente de la costa del Atlántico cerca del Establecimiento de Belice y la Capital de Guatemala, con lo cual no podrán menos que aumentarse considerablemente el comercio de Inglaterra por una parte, y la prosperidad material de la República por otra; al mismo tiempo que quedando ahora claramente definidos los límites de los dos países, todo ulterior avance de cualquiera de las dos partes en el territorio de la otra, será eficazmente impedido y evitado para lo futuro. Artículo 8.° La presente convención será ratificada y las ratificaciones canjeadas en Guatemala o en Londres, tan pronto como fuere posible y en el espacio de seis meses. En fe de lo cual, los respectivos plenipotenciarios la han firmado y sellado en Guatemala, a treinta de abril del año de mil ochocientos cincuenta y nueve. (L.S.) P. de Aycinena {L.S.) Charles Lennox Wyke» —Tomado de: Aycinena, Pedro de; Wyke, Charles Lennox (1859). «Tratado Aycinena-Wyke 1859». Google Docs. Guatemala. |